# Neolophonotus botswana
Neolophonotus botswana là một loài ruồi trong họ Asilidae. Neolophonotus botswana được Londt miêu tả năm 1988. Loài này phân bố ở vùng nhiệt đới châu Phi.